# Adriana
Adriana ist ein weiblicher Vorname.

## Herkunft und Bedeutung
Adriana kommt aus dem lateinischen und bedeutet die Frau aus der Hafenstadt / die aus der  Adria. Stammende. In der römischen Mythologie gilt Adriana als Herrscherin der Hafenstadt Adria, die über die Bewohner und über das Meer wachte und sie beschützte. Im Etruskischen findet man eine weitere Bedeutung: viereckiger Raum. 

## Namenstag
Folgende Heilige kommen für Gedenk- oder Namenstag in Frage:
- Adrian von Nikomedien, 8. September (römisch-katholisch) und 26. August (orthodox, armenisch und koptisch)
- Hadrian von Canterbury, 9. Januar (römisch-katholisch)
- Adrian Jansen, 9. Juli (römisch-katholisch)

## Varianten
Varianten von Adriana sind Adriane, Adrienne, Andriana, Adrianna und Adrijana, sowie Formen ohne „d“ wie Ariana und Ariane. Männliche Namensform sind Adrian, Adriano und Ariano. Als slawische Form des Namens kann Jadranka gelten.

## Bekannte Namensträgerinnen
- Adriana (Fußballspielerin) (* 1996; Adriana Leal da Silva), brasilianische Fußballnationalspielerin
- Adriana Altaras (* 1960), deutsche Schauspielerin und Theaterregisseurin
- Adriana Ambesi, italienische Schauspielerin
- Adriana Asti (* 1931), italienische Schauspielerin
- Adriana Barraza (* 1956), mexikanische Schauspielerin
- Adriana Bottina (* 1977), kolumbianische Schauspielerin und Sängerin
- Adriana Calcanhotto (* 1965), brasilianische Sängerin
- Adriana Caselotti (1916–1997), US-amerikanische Sängerin und Sprecherin
- Adriana Correa (* 1969), kolumbianische Fußballschiedsrichterin
- Adriana Chechik (* 1991), US-amerikanische Pornodarstellerin
- Adriana von Hanau (1470–1524) (1470–1524), Gemahlin des Grafen Philipp von Solms-Lich
- Adriana Hölszky (* 1953), in Rumänien geborene Komponistin und Pianistin
- Adriana Karembeu (geborene Adriana Sklenaříková; * 1971), slowakisch-französisches Model
- Adriana Lima (* 1981), brasilianisches Model
- Adriana Lisboa (* 1970), brasilianische Schriftstellerin
- Adriana Lucía (* 1981/1982), kolumbianische Sängerin
- Adriana von Nassau-Dillenburg (1449–1477), Gräfin von Hanau-Münzenberg
- Adriana Nikolowa (* 1988), bulgarische Schachspielerin
- Adriana Nunes, brasilianisch-deutsche Journalistin
- Adriana Ozores (* 1959), spanische Schauspielerin
- Adriana Pálffy-Buß (* vor 1993), rumänische theoretische Physikerin
- Adriana Pirtea (* 1980), rumänische Langstreckenläuferin
- Adriana Rodrigues (* 1986), brasilianische Schauspielerin
- Adriana Ruano (* 1995), guatemaltekische Sportschützin
- Adriana Santos (* 1971), brasilianische Basketballspielerin und -trainerin
- Adriana Tarábková (* 1966), tschechische Schauspielerin
- Adriana Trigiani (* 1970), US-amerikanische Schriftstellerin
- Adriana Zartl (* 1975), österreichische Schauspielerin